# Lepisorus scolopendrium
Lepisorus scolopendrium là một loài thực vật có mạch trong họ Polypodiaceae. Loài này được (Buch.-Ham. ex D. Don) Mehra & Bir miêu tả khoa học đầu tiên năm 1964.